# Кубок Андорри з футболу 2007
Кубок Андорри з футболу 2007 — 15-й розіграш кубкового футбольного турніру в Андоррі. Переможцем вп'яте поспіль стала Санта-Колома.

## Календар
| Раунд        | Дата           | Матчі | Клуби   |
| ------------ | -------------- | ----- | ------- |
| Перший раунд | 21 січня 2007  | 4     | 16 → 12 |
| Другий раунд | 28 січня 2007  | 4     | 12 → 8  |
| 1/4 фіналу   | 4 лютого 2007  | 4     | 8 → 4   |
| 1/2 фіналу   | 13 травня 2007 | 2     | 4 → 2   |
| Фінал        | 19 травня 2007 | 1     | 2 → 1   |

## Перший раунд
| Команда 1           | Рахунок | Команда 2                      |
| ------------------- | ------- | ------------------------------ |
| 21 січня 2007       |         |                                |
| Екстременья (2)     | 4:2     | Спортінг (Ескальдес) (2)       |
| Санта-Колома II (2) | 4:2     | Ранжерс II (2)                 |
| Лузітанос II (2)    | 0:3     | Енгордані (2)                  |
| Принсіпат II (2)    | 1:2     | Каса Естрелла дель Бенфіка (2) |

## Другий раунд
| Команда 1                      | Рахунок | Команда 2                   |
| ------------------------------ | ------- | --------------------------- |
| 28 січня 2007                  |         |                             |
| Екстременья (2)                | 2:4     | Інтер (Ескальдес-Енгордань) |
| Санта-Колома II (2)            | 2:4     | Принсіпат                   |
| Енгордані (2)                  | 1:3     | Енкамп                      |
| Каса Естрелла дель Бенфіка (2) | 2:4     | Атлетік (Ескальдес)         |

## 1/4 фіналу
| Команда 1                   | Рахунок  | Команда 2    |
| --------------------------- | -------- | ------------ |
| 4 лютого 2007               |          |              |
| Інтер (Ескальдес-Енгордань) | 0:4      | Ранжерс      |
| Принсіпат                   | 1:3      | Сан-Жулія    |
| Енкамп                      | 6:7 пен. | Лузітанос    |
| Атлетік (Ескальдес)         | 0:3      | Санта-Колома |

## 1/2 фіналу
| Команда 1      | Рахунок | Команда 2    |
| -------------- | ------- | ------------ |
| 13 травня 2007 |         |              |
| Ранжерс        | 1:3     | Сан-Жулія    |
| Лузітанос      | 2:3 дч  | Санта-Колома |

## Фінал
| 19 травня 2007 |

| Сан-Жулія           | 2:2      | Санта-Колома                               |
| ------------------- | -------- | ------------------------------------------ |
| Варела 62' Лобо 93' |          | Роджер Коста 3' Айяла 120'                 |
|                     | Пенальті |                                            |
| Забито · Забито     | 2–4      | - Хандро - Айяла - Віктор - Оскар да Кунья |

| Комуналь д'Айшовалль, Айшоваль Арбітр: Пепе Менгуаль |